# Tom Bean
Tom Bean – miasto w Stanach Zjednoczonych, w stanie Teksas, w hrabstwie Grayson.